# Radovanu (gmina)
Radovanu – gmina w Rumunii, w okręgu Călărași. Obejmuje miejscowości Radovanu i Valea Popii. W 2011 roku liczyła 4394 mieszkańców. 